# Vera Winter
Vera Winter –nacida como Vera Martini– es una deportista alemana que compitió para la RFA en bádminton. Ganó una medalla de bronce en el Campeonato Europeo de Bádminton de 1976 en la prueba de dobles.

## Palmarés internacional
| Campeonato Europeo | Campeonato Europeo | Campeonato Europeo | Campeonato Europeo |
| Año                | Lugar              | Medalla            | Prueba             |
| ------------------ | ------------------ | ------------------ | ------------------ |
| 1976               | Dublín (Irlanda)   | Medalla de bronce  | Dobles             |